# Sunnyslope (Kalifornia)
Sunnyslope – jednostka osadnicza w Stanach Zjednoczonych, w stanie Kalifornia, w hrabstwie Riverside.